# Waldighofen
Waldighofen è un comune francese di 1 499 abitanti situato nel dipartimento dell'Alto Reno nella regione del Grand Est.

## Società

### Evoluzione demografica
Abitanti censiti